# Pachythyrium parasiticum
Pachythyrium parasiticum är en svampart som först beskrevs av Fabre, och fick sitt nu gällande namn av G. Arnaud ex Spooner & P.M. Kirk 1990. Pachythyrium parasiticum ingår i släktet Pachythyrium och familjen Microthyriaceae.   Inga underarter finns listade i Catalogue of Life.